# دوایت یوآکم
دوایت یوآکم (به انگلیسی: Dwight Yoakam) (زاده ۲۳ اکتبر ۱۹۵۶) خواننده، ترانه‌سرا، بازیگر، کارگردان آمریکایی است.
از فیلم‌های معروف او می‌توان به بازی در مهمانان ناخوانده عروسی، مرد منفی، آدمکش‌های هالیوود، پسران نیوتن، بلادورث، سه‌راه و جنوب بهشت، غرب جهنم اشاره کرد.